# Elven, Morbihan
Elven (tiếng Breton: An Elven) là một xã ở tỉnh Morbihan trong [[vùng của Pháp|vùng Bretage.
Elven có cự ly 15 km so với giao lộ Vannes-Rennes trên quốc lộ 166. Đây là thủ phủ của tổng Elven, một tổng gồm cả Saint-Nolff, Monterblanc, Sulniac, Trédion và La Vraie-Croix. 

## Dân số
| Năm | 1962 | 1968 | 1975 | 1982 | 1990 | 1999 | 2003 | 2005 | 2007 |
| --- | ---- | ---- | ---- | ---- | ---- | ---- | ---- | ---- | ---- |
| Dân số | 2747 | 2862 | 2928 | 3003 | 3312 | 3559 | 4034 | 4400 | 4803 |
| From the year 1968 on: No double counting—residents of multiple communes (e.g. students and military personnel) are counted only once. |      |      |      |      |      |      |      |      |      |